# 1209 км (платформа)
Платформа 1209 км — закритий пасажирський залізничний зупинний пункт Запорізької дирекції Придніпровської залізниці на електрифікованій лінії Федорівка — Джанкой між зупинним пунктом Терпіння (4 км) та станцією Обільна (2 км). Розташований  біля села Терпіння Мелітопольського району Запорізька області.

## Пасажирське сполучення
З 2013 року, через економічну нерентабельність, Придніпровська залізниця скасувала зупинки приміським поїздам по зупинному пункту Платформа 1209 км.